# Federația Georgiană de Fotbal
Federația Georgiană de Fotbal (GFF; georgiană საქართველოს ფეხბურთის ფედერაცია, sakartvelos pekhburtis pederatsia) este forul conducător al fotbalului în Georgia. A fost fondată în 1936. A făcut parte din Federația de Fotbal a Uniunii Sovietice între 1936 și 1989. Federația georgiană independentă a fost fondată în 15 februarie 1990. Sediul central este în Tbilisi.

## Lista Președinților FGF
| Nume                      | Anul      |
| ------------------------- | --------- |
| Nodar Akhalkatsi          | 1990-1998 |
| Merab Zhordania           | 1998-2005 |
| Nodar Akhalkatsi Jr.      | 2005-2007 |
| Georgi Nemsadze           | 2007      |
| Nodar Akhalkatsi Jr.      | 2007-2009 |
| Domenti (Zviad) Sichinava | 2009-     |